# 米哈伊·伊文切斯库
米哈伊·伊文切斯库（羅馬尼亞語：Mihai Ivăncescu，1942年3月22日—2004年1月2日），罗马尼亚足球运动员，司职后卫。他曾代表罗马尼亚国家队参加1970年国际足联世界杯，结果队伍止步小组赛阶段。